# Notelops brama
Notelops brama è un pesce osseo estinto, appartenente ai crossognatiformi. Visse nel Cretaceo inferiore (Albiano, circa 110 milioni di anni fa) e i suoi resti fossili sono stati ritrovati in Brasile.

## Descrizione
Questo pesce possedeva un corpo robusto e allungato, ricoperto da piccole scaglie romboidali; alcune scaglie andavano a ricoprire la base della coda. La lunghezza poteva raggiungere e oltrepassare i 60 centimetri di lunghezza. La volta cranica era piatta e le ossa parietali erano unite nel mezzo. Le ossa palatine erano allungate e dotate di denti, mentre l'ectopterigoide ne era privo. La mandibola era dotata di diverse file di denti. Erano presenti solo tre ossa infraorbitali, mentre in un genere simile (Rhacolepis) ne erano presenti quattro. L'interopercolo era corto e profondo. La pinna caudale, ampia e profondamente biforcuta, era caratterizzata dai raggi centrali insolitamente corti, che andavano a definire una sorta di tacca nella parte centrale della coda.

## Classificazione
Descritti inizialmente da Louis Agassiz nel 1841, nella monumentale opera Recherches sur les Poissons Fossiles, i fossili di questo pesce vennero denominati dapprima Rhacolepis brama. Solo il paleontologo Arthur Smith Woodward, nel 1901, attribuì questi fossili al nuovo genere Notelops. I fossili provengono dalla formazione Santana del Cretaceo inferiore (Albiano) del Brasile. All'epoca di queste descrizioni, Notelops era considerato un rappresentante degli elopiformi, un gruppo di pesci attualmente rappresentati da alcune forme come Elops e Megalops. Successivamente sono state riscontrate somiglianze con altre forme del Cretaceo, come Crossognathus e Pachyrhizodus, e Notelops è stato attribuito ai pachirizodontoidi, veloci pesci predatori simili a salmoni.